# Conservatorio di Santa Rosa da Lima

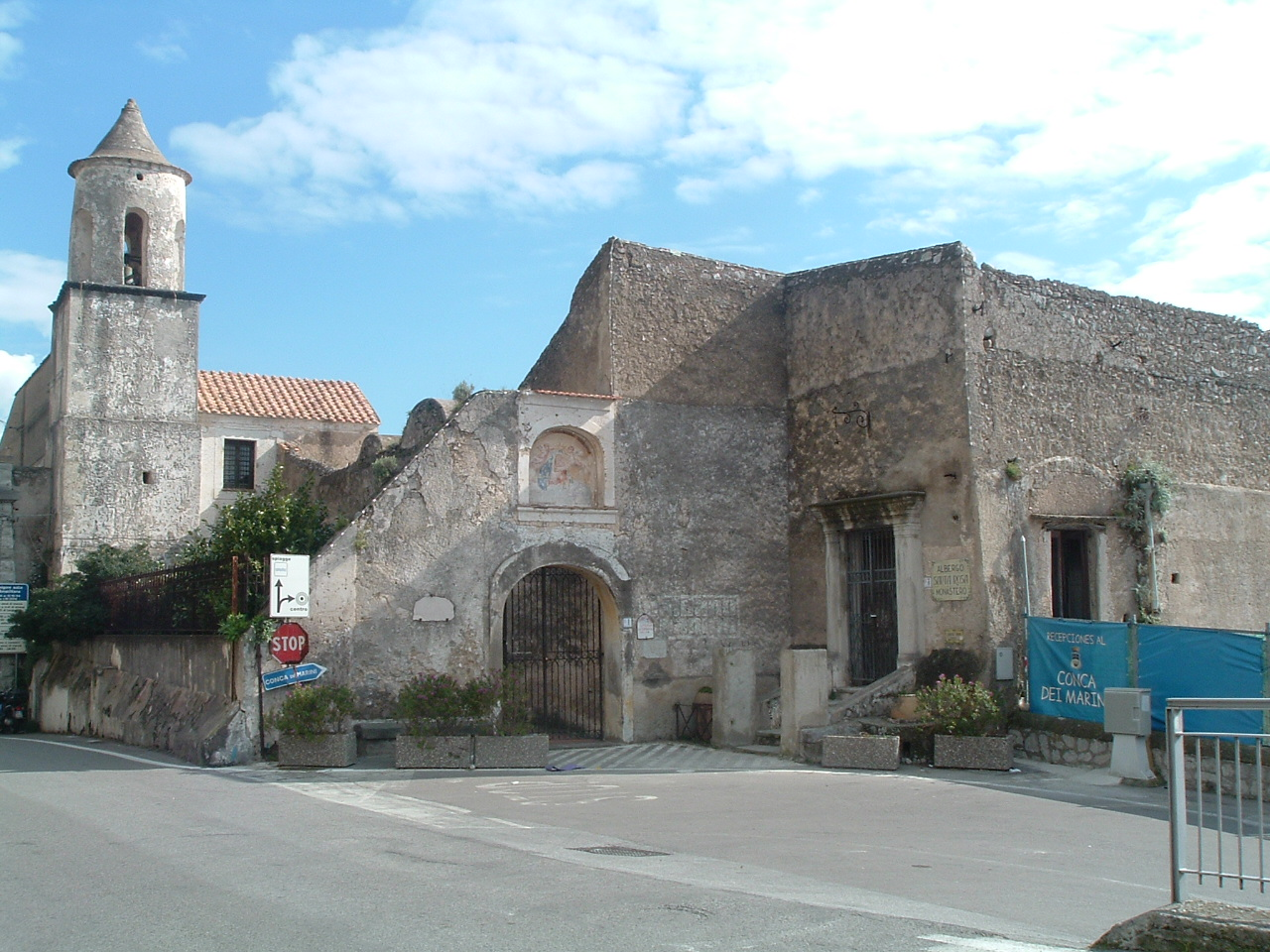
Monastero di Santa Rosa (a destra) e chiesa di Santa Maria di Grado (a sinistra) nel 2007

Il Conservatorio di Santa Rosa Da Lima, fondato nel 1681, è un ex-monastero domenicano, ora adibito ad albergo di lusso, situato a Conca dei Marini, posto su una rupe a dominare la costa, ed è un monumento di rilevante interesse storico-artistico della provincia di Salerno.

## Storia
La storia del monastero è strettamente legata a quella della famiglia Pandolfo, che si stanziò a Conca dei Marini nel XV secolo. Oltre a cariche pubbliche, i membri della famiglia vantavano un grande potere economico, molti patronati nelle chiese di Conca, e grandi proprietà fra le quali la fonte termale di Capasso nel comune di Contursi, il suolo che incorpora la Grotta dello Smeraldo e il palazzo munito di una torre sito in Via Torre, abbellito con grandi blocchi di pietra tufacea lungo i bordi della terrazza. Nell'archivio della parrocchia di San Pancrazio martire si conserva un libro sulla storia di questa famiglia, scritto da Natale Pandolfo, secondo il quale il capostipite sarebbe stato Pompeo, un giovane capitano di cavalleria proveniente da Milano che, attratto dal culto di Sant'Andrea (il cui corpo è custodito nel duomo della vicina Amalfi), si stabilì a Conca, sposando Teresa Cajano della città di San Severino; Matteo Camera, storico di Amalfi, narra invece che un certo Daniele si trasferì da Pontone di Scala a Conca nel XVI secolo. Il padre della fondatrice del monastero, Vittoria, era Francesco che ricavava grandi guadagni dal commercio marittimo. Francesco si sposò con la marchesa Giovanna Gagliano con la quale ebbe molti figli: Natale, erede degli affari dopo la morte del padre avvenuta nel 1659, Gennaro e Andrea che erano dottori in legge, Pietro, Antonio e Vincenzo, ordinati sacerdoti, Filippo e Vittoria.
I Pandolfo si assunsero l'onere di riparare la chiesa abbandonata di Santa Maria di Grado, ceduta dal vescovo Ferdinando D'Anna al Comune di Conca nel 1539; decisero anche, con l'impulso di Vittoria, divenuta suor Maria Rosa di Gesù, di costruirvi accanto un monastero: il 17 giugno del 1680 fu benedetta la prima pietra. Molti furono i benefici che il paese ricevette grazie alle monache domenicane di clausura. Grazie alle loro cospicue doti monacali, esse permisero la creazione di un impianto idrico che sopperiva ai bisogni del paese. Il vescovo di Pozzuoli, Girolamo Dandolfi, natio di Conca dei Marini, donò al convento la reliquia del cranio di San Barnaba apostolo. Varie notizie sul conservatorio ci sono giunte grazie al Compendio Istorico che scrisse il sacerdote Don Gaetano Amodio, rettore della chiesa di San Pancrazio martire dal 1760 al 1772.

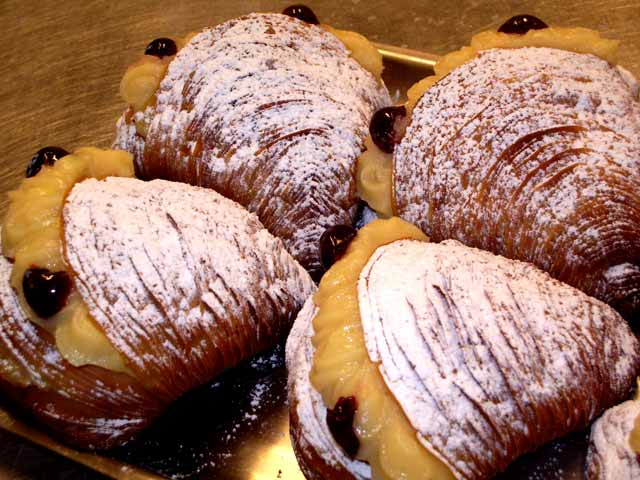
Un vassoio di sfogliatelle Santarosa

In questo luogo di serenità claustrale nacque la famosa sfogliatella "Santarosa". Le monache non capirono subito la straordinaria invenzione dolciaria che avevano fatto e che sarebbe diventata tipica della tradizione napoletana. Immediatamente la sua bontà fu apprezzata e le suore, visto il successo, le diedero il nome della loro protettrice.
A causa della legge del 1866, la casa religiosa fu soppressa e le monache che vi abitavano vi rimasero fino alla morte. L'ultima suora morì nel 1912 e lasciò tutti i beni al comune. Seguirono dodici anni di incuria finché nel 1924 un albergatore romano, Massimiliano Marcucci, che insieme con il fratello ed un altro socio, gestiva alberghi di lusso come il San Domenico Palace Hotel a Taormina e l'hotel de la Ville a Roma acquistò la struttura. Il luogo fu ristrutturato come hotel, ma preservandone l'aspetto originale; tra gli ospiti noti che vi hanno dimorato, l'attore Eduardo De Filippo ne rimase entusiasta, lasciando nel libro degli ospiti la seguente frase:
.
Dopo la morte dell'ultimo proprietario, Pierluigi Caterina, la proprietà è stata acquistata da Bianca Sharma, una ereditiera statunitense, la quale ha riconvertito il conservatorio in un albergo di lusso, inaugurato il 17 maggio 2012. Il progetto di riqualificazione è stato realizzato dallo studio Reardon Smith Architects di Londra, a cui si erano opposte diverse associazioni a difesa del patrimonio ambientale e culturale, tra cui Italia Nostra.

## Chiesa di Santa Maria di Grado
La chiesa di Santa Maria di Grado è situata nella parte alta del paese in località "Grado", da cui prende il nome; risalente al IX secolo, fu distrutta da un cataclisma e ricostruita nel secolo successivo. La chiesa è stata ampliata e abbellita in chiave tipicamente tardo barocca nel periodo di massimo splendore dell'adiacente conservatorio dedicato a Santa Rosa da Lima.
La chiesa è composta da un'aula rettangolare, sormontata da una volta a botte lunettata, mentre la zona presbiteriale è sormontata da una cupola maiolicata all'esterno. Un cancello sormontato da un'edicola introduce in uno stretto e lungo sagrato chiuso da un muro costruito nel XVIII secolo per proteggere la clausura. Un piccolo portico, sul quale si trova una stanza dove sono ancora i sedili usati delle domenicane per assistere alle funzioni, precede l'ingresso. La soglia del portone è stata creata riutilizzando la lapide sepolcrale del reverendo Pietro Coltellino, rettore della chiesa nel XVII secolo.
L'entrata è fiancheggiata da due locali; quello di sinistra era l'antico confessionale delle monache, uno spazio angusto con una grata, dove il prete si sedeva affinché le monache invisibili all'interno del conservatorio ricevessero il sacramento della confessione. L'altro è una stanzetta ripostiglio che si trova al piano inferiore della torre campanaria. Al di sopra del portone c'è il coro delimitato da un parapetto ligneo sormontato da una grata bombata e dorata.
In ogni lato ci sono tre cappelle: a destra sono dedicate all'Immacolata Concezione e a Santa Lucia, alla Pietà e a Santa Rosa; a sinistra alla Madonna del Carmelo, a San Nicola e alla Madonna del Rosario fra un gruppo di santi appartenenti all'ordine dei domenicani. Anticamente, come dimostrano gli stucchi, ve ne dovevano essere altre due, attigue all'entrata e successivamente chiuse e tagliate in altezza dal coro.
I primi quattro altari sono lignei e riprendono i motivi del parapetto del coro; è andato perduto l'altare maggiore in legno dorato del presbiterio, sostituito con un altro in marmo nel 1858. Rimasti intatti malgrado i continui rimaneggiamenti i pavimenti dell'ambiente messi nel 1750 in sostituzione al calpestio in lapillo presente ancora oggi nel conservatorio.

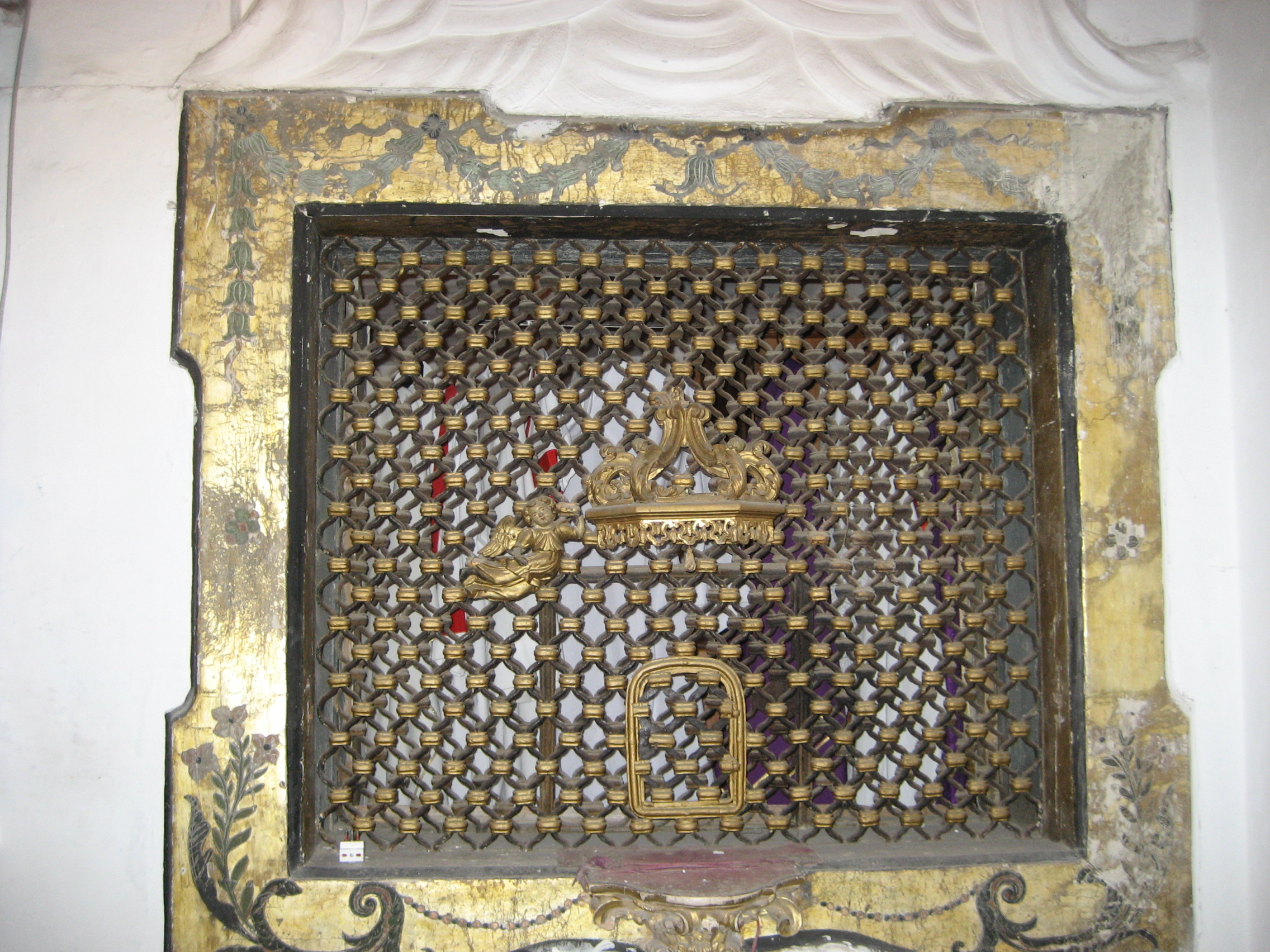
Il comunichino

Sulla parete di fondo, a fianco all'altare maggiore si vede a sinistra la porta con una fascia dipinta di grigio che introduce nel corridoio antistante la sacrestia. A destra la finestra del comunichino decorata con motivi floreali, con una doppia grata dorata e con la porticina per la comunione. Questo ambiente era destinato soltanto alle monache e l'accesso era dal monastero affinché le suore potessero ricevere la comunione senza essere viste.
Dopo che il conservatorio fu alienato, fu aperto un altro varco dal corridoio della sacrestia. Al di sopra delle due aperture citate, si trovano in maniera simmetrica le due gelosie dorate del secondo coro al quale si accede con una scala dal comunichino.
Il campanile è vagamente somigliante a quello del duomo di Amalfi. Sul sagrato ci sono varie aperture attraverso cui si accede in locali che erano adibiti a parlatorio, come dimostrano le grate, e da ingresso alla casa monastica finché il conservatorio non fu alienato dal comune che è rimasto proprietario della chiesa.